# Стяжное
Стяжно́е — посёлок в Брянском районе Брянской области, в составе Свенского сельского поселения. Расположен в 15 км к югу от Брянска, в 6 км к юго-востоку от посёлка Свень. Население — 351 человек (2010).
Возник при железнодорожном разъезде (позднее — станция, ныне — платформа), названном Стяжное по прилегающему лесному урочищу. С 1963 года был причислен к Свенскому поссовету, а с 1970-х гг. по 2007 год — включён в состав пгт Свень.